# مستر المپیا ۲۰۲۲
مسابقهٔ مستر المپیای ۲۰۲۲ یک مسابقه و نمایشگاه بدنسازی حرفه‌ای وابسته به فدراسیون جهانی بدن‌سازی و تناسب‌اندام بود که از ۱۵ تا ۱۸ دسامبر ۲۰۲۲ در پلنت هالیوود لاس وگاس، در پارادایس، نوادا برگزار شد. همزمان، نمایشگاه تناسب اندام المپیا در مرکز همایش‌های لاس وگاس برگزار شد. این پنجاه و هشتمین دوره مسابقات مستر المپیا بود. رویدادهای دیگر این نمایشگاه شامل مسابقات المپیا ۲۰۲۲ ۲۱۲، و همچنین فینال‌های کلاسیک مردان، فیزیک مردان، میس المپیا ۲۰۲۲، تناسب اندام، فیگور ۲۰۲۲، المپیا بیکینی ۲۰۲۲ بود.

## محل برگزاری
المپیا پس از گذراندن دو سال در اورلاندو، فلوریدا، به‌دلیل شروع دنیاگیری کووید-۱۹ به محل میزبانی سنتی خود در لاس‌وگاس، نوادا بازگشت. با غلبه بر چالش‌های سال‌های گذشته، این رویداد با حضور رقبا و طرفداران بسیاری از سراسر جهان به اندازهٔ پیش از آغاز کووید ۱۹ بازگشت. مانند سال‌های اخیر، این نمایش نیز به‌صورت زنده برای مخاطبان جهانی پخش می‌شد.

## نتایج
هادی چوپان در پنجاه و هشتمین دورهٔ مسابقات آزاد مردان مستر المپیا در سال ۲۰۲۲ با کسب جایزهٔ ۴۰۰ هزار دلاری قهرمان شد. دِرِک لونسفورد با جایزه ۱۵۰۰۰۰ دلاری در جایگاه دوم قرار گرفت. ده برندهٔ دیگر در چندین بخش در طول دو روز فینال معرفی شدند. از جمله کریس بامستد که عنوان کلاسیک فیزیک را برای چهارمین بار متوالی به‌دست‌آورد و شان کلاریدا، موفق شد پس از از دست دادن عنوان ۲۱۲ در سال ۲۰۲۱، آن را مجدداً تصاحب کند.
المپیای ۲۰۲۲ شاهد تغییر گارد بود زیرا هادی چوپان قهرمان دو دوره ممدوح السبیعی «بیگ رامی» را شکست داد و نخستین قهرمانی خود در المپیا را به‌دست‌آورد. علاوه بر این، تازه واردان به مسابقات آزاد مردان، مانند درک لونسفورد (شرکت‌کنندهٔ پیشین ۲۱۲) و اندرو جکد، عملکرد بهتری نسبت به ستارگان قدیمی مانند ویلیام بوناک و ایان والیر داشتند. این رقابت همچنین به‌دلیل کاهش موارد کووید ۱۹ و محدودیت‌ها، با رقبایی از کشورهای مختلف مانند ایرلند، نیجریه، برزیل و اسلواکی، میدان بسیار بزرگ‌تری نسبت به مسابقات دو سال قبل بود.
| رتبه | جایزه    | نام                       | کشور                | Judging | Finals | Total |
| ---- | -------- | ------------------------- | ------------------- | ------- | ------ | ----- |
| ۱    | $۴۰۰٬۰۰۰ | هادی چوپان                | ایران               | ۷       | ۶      | ۱۳    |
| ۲    | $۱۵۰٬۰۰۰ | درک لانسفورد              | ایالات متحده آمریکا | ۸       | ۹      | ۱۷    |
| ۳    | $۱۰۰٬۰۰۰ | نیک واکر                  | ایالات متحده آمریکا | ۱۵      | ۱۷     | ۳۲    |
| ۴    | $۸۰٬۰۰۰  | برندون کوری               | ایالات متحده آمریکا | ۲۰      | ۲۰     | ۴۰    |
| ۵    | $۵۰٬۰۰۰  | ممدوح السبیعی             | مصر                 | ۲۵      | ۲۷     | ۵۲    |
| ۶    | $۴۰٬۰۰۰  | سمسون دودا                | بریتانیا            | ۳۰      | ۲۸     | ۵۸    |
| ۷    | $۳۰٬۰۰۰  | هانتر لابرادا             | ایالات متحده آمریکا | ۳۵      | ۳۵     | ۷۰    |
| ۸    | $۲۰٬۰۰۰  | اندرو 'جکد' چیندو اوبیکئا | نیجریه              | ۴۰      | ۴۰     | ۸۰    |
| ۹    | $۱۸٬۰۰۰  | ویلیام بوناک              | هلند                | ۴۵      | ۴۶     | ۹۱    |
| ۱۰   | $۱۷٬۰۰۰  | رافائل برندائو            | برزیل               | ۵۰      | ۵۰     | ۱۰۰   |
| ۱۱   |          | لین والیری                | کانادا              | ۵۶      | ۵۷     | ۱۱۳   |
| ۱۲   |          | مایکل کریزانک             | اسلواکی             | ۵۹      | ۵۸     | ۱۱۷   |
| ۱۳   |          | پاتریک یانسن              | دانمارک             | ۶۷      | ۶۷     | ۱۳۴   |
| ۱۴   |          | چارلز گریفین              | ایالات متحده آمریکا | ۶۹      | ۶۸     | ۱۳۷   |
| ۱۵   |          | جاستین رودریگز            | ایالات متحده آمریکا | ۷۵      | ۷۷     | ۱۵۲   |
| =۱۶  |          | مد النسور                 | اردن                | ۸۰      | ۸۰     | ۱۶۰   |
| =۱۶  |          | بلسینگ اوودیبو            | جمهوری ایرلند       | ۸۰      | ۸۰     | ۱۶۰   |
| =۱۶  |          | ویتور بوف                 | برزیل               | ۸۰      | ۸۰     | ۱۶۰   |
| =۱۶  |          | تونیو برتون               | ایالات متحده آمریکا | ۸۰      | ۸۰     | ۱۶۰   |
| =۱۶  |          | جیمز هالینگشد             | بریتانیا            | ۸۰      | ۷۹     | ۱۵۹   |
| =۱۶  |          | تئو لگوریر                | فرانسه              | ۸۰      | ۸۰     | ۱۶۰   |
| =۱۶  |          | آندرا موزی                | ایتالیا             | ۸۰      | ۸۰     | ۱۶۰   |
| =۱۶  |          | آندرا پرستی               | ایتالیا             | ۸۰      | ۸۰     | ۱۶۰   |
| =۱۶  |          | محمد شعبان                | مصر                 | ۸۰      | ۸۰     | ۱۶۰   |
| =۱۶  |          | ولادیسلاو سوخوروچکو       | اوکراین             | ۸۰      | ۸۰     | ۱۶۰   |
| =۱۶  |          | جوئل توماس                | ایالات متحده آمریکا | ۸۰      | ۸۰     | ۱۶۰   |
| =۱۶  |          | آنتونی والیانت            | کانادا              | ۸۰      | ۸۰     | ۱۶۰   |
| =۱۶  |          | آکیم ویلیامز              | ایالات متحده آمریکا | ۸۰      | ۸۰     | ۱۶۰   |

مستر المپیای ۲۰۲۲ شاهد رکورد تعداد رقبا در ردهٔ آزاد بود که باعث شد تقریباً نیمی از تمام رقبا در رتبهٔ شانزدهم قرار بگیرند. در نتیجه IFBB اعلام کرد که برای واجد شرایط شدن برای مسابقات فینال مستر المپیا، شرکت کنندگان باید حداقل یک نمایش حرفه‌ای را برنده شوند و به سیستم امتیازدهی پایان دهد.
علاوه بر این، در نتیجهٔ تعداد زیاد فینالیست‌ها، فینال‌ها به‌دلیل تعداد زیاد رقبا در هر بخش، شاهد زمان قابل توجهی بود که فینال اوپن در ساعت ۱ بامداد به وقت محلی به پایان رسید. این موضوع، منجر به شکایات قابل توجهی از سوی مربیانی مانند کریس استو و همچنین شکایت از شلوغی پشت صحنه و فقدان حرفه‌ای گرایی توسط رقبا و مفسرانی مانند جی کاتلر و جیمز هالینگشد شد. باید دید آیا IFBB در آینده به این نگرانی‌ها رسیدگی خواهد کرد یا خیر.